# Atlante (Miguel Ángel)
El Esclavo llamado Atlante es una escultura de mármol (h 277 cm) de Miguel Ángel, que se data en torno al 1525-1530 y que está conservada en la Galería de la Academia de Florencia. Forma parte de la serie de las Prisiones "no-finalizadas" para la tumba de Julio II.

## Historia
Parece que hasta el primer proyecto para la tumba de Julio II (1505) para el nivel inferior del mausoleo estuvieron previstas una serie de Prisiones, es decir una serie de estatuas de tamaño superior al natural representando figuras encadenadas en diversas poses como prisioneros para adosarlas a los pilares que encuadraban los nichos y las culminaban con hermas. Apareados así pues a los lados de cada nicho (en el cual estaba previsto instalar una Victoria alada) debían ser inicialmente dieciséis o veinte, siendo poco a poco reducidos en los proyectos que se sucedieron, a doce (segundo proyecto, 1513), ocho (tercer proyecto, 1516) y finalmente, quizás sólo a cuatro (quizás en el cuarto o quinto proyecto, 1526 y 1532), para luego ser definitivamente eliminados en el proyecto definitivo del 1542.

## Descripción y estilo
El Atlante debe su nombre a la forma del bloque no esculpido, que parece pesar como una masa vertical con incidencia sobre su cabeza. En realidad el bloque debía contener la cabeza misma así como un brazo sin ninguna distinción. Las piernas están separadas y dobladas, un brazo suspendido, y toda la musculatura se encuentra en tensión como en un intento de soportar un gran peso que apoya sobre los hombros. En esta posición es más evidente que en el resto de las Prisiones el sentido de energía comprimida que parece estallar del propio mármol.
El estado de no-finalizado está en el origen de la extraordinaria energía (ya notada por Bocchi en 1591), que retrata la figura en una especie de acto primordial de liberarse de la cárcel de la piedra bruta, una épica lucha mantenida contra el caos. Toda la superficie se ha formado vibrante por los restos de diversos cinceles y rascadores utilizados en el proceso de esculpido.
El significado iconológico de las figuras estaba relacionado probablemente con el motivo de los Cautivos en el arte romano. De hecho, Vasari los identificó como personificaciones de las provincias controladas por Julio II; para Ascanio Condivi en cambio, habrían simbolizado las Artes rendidas "prisioneras" después de la muerte del pontífice. Han sido propuestas otras lecturas de carácter filosófico-simbólico o relacionadas con la vida personal del artista y con sus "tormentos".